# Burkhard Schaeder
Burkhard Schaeder (* 27. Juli 1938 in Striegau; † 25. Dezember 2010 in Bonn) war ein deutscher Germanist.

## Leben
Schaeder studierte von 1960 bis 1967 Germanistik, Geschichte, Philosophie und Sprachwissenschaft an der Universität Bonn und der Freien Universität Berlin. Anschließend war er in Bonn als wissenschaftlicher Angestellter tätig: bis 1976 bei der Forschungsgruppe LIMAS (Linguistik und maschinelle Sprachverarbeitung) und danach bis 1979 bei der Bonner „Forschungsstelle Öffentlicher Sprachgebrauch“ des Mannheimer Instituts für deutsche Sprache. 
Nach der Promotion zum Dr. phil. an der Universität Essen im Jahr 1979 wirkte er bis 1988 als wissenschaftlicher Assistent (Linguistik der deutschen Sprache) am Fachbereich 3 Literatur- und Sprachwissenschaften der Universität-Gesamthochschule Essen. 1987 habilitierte er sich (Venia legendi für Germanistik/Sprachwissenschaft) und war von 1989 bis zu seiner Emeritierung im Jahr 2003 Universitätsprofessor für Germanistik/Linguistik/Fachsprachliche Kommunikation im Deutschen am Fachbereich 3 Sprach- und Literaturwissenschaften der Gesamthochschule Siegen.
Seine Forschungsschwerpunkte waren Grammatik und Lexikologie des Deutschen, Fachsprachen und Angewandte Sprachwissenschaft, Sprach- und Fachlexikographie und Orthographie.

## Schriften (Auswahl)

### Als Autor
- Teil II: Rechtschreibreform und maschinelle sprachverarbeitung. Oder: Von der unwahrscheinlichkeit, in computern liebe genossen zu haben. In: Hans Glinz, Burkhard Schaeder, Herrmann Zabel: Sprache, Schrift, Rechtschreibung. Schwann, Düsseldorf 1987, ISBN 3-447-05082-9, S. 64–101.
- Studienbibliographie germanistische Linguistik. Lang, Frankfurt am Main 2005, ISBN 3-631-53953-3.
- mit Aleka Rapti: Unilex. Universitätswörterbuch für in- und ausländische Studierende. Universitätsverlag, Siegen 2008, ISBN 978-3-936533-25-5.
- mit Agnieszka Błażek, Aleka Rapti: Unilex: Universitätswörterbuch Deutsch-Polnisch. Ein Leitfaden zur studentischen Mobilität. Warschau 2010, ISBN 978-83-60058-78-7.

### Als Herausgeber
- Lexikon und Lexikographie: maschinell – maschinell gestützt. Grundlagen – Entwicklungen – Produkte. Olms, Hildesheim 1990, ISBN 3-487-09433-9.
- Wortarten. Beiträge zur Geschichte eines grammatischen Problems. Niemeyer, Tübingen 1992, ISBN 3-484-31133-9.
- Fachlexikographie. Fachwissen und seine Repräsentation in Wörterbüchern. Narr, Tübingen 1994, ISBN 3-8233-4532-X.
- Neuregelung der deutschen Rechtschreibung. Beiträge zu ihrer Geschichte, Diskussion und Umsetzung. Lang, Frankfurt am Main 1999, ISBN 3-631-35030-9.
- mit Clemens Knobloch: Wortarten und Grammatikalisierung : Perspektiven in System und Erwerb. De Gruyter, Berlin/New York 2005, ISBN 3-11-018411-7.